# Доња Сипуља
Доња Сипуља је насељено место града Лознице у Мачванском округу. Према попису из 2022. било је 111 становника.

## Демографија
У насељу Доња Сипуља живи 208 пунолетних становника, а просечна старост становништва износи 49,7 година (47,4 код мушкараца и 52,3 код жена). У насељу има 97 домаћинстава, а просечан број чланова по домаћинству је 2,52.
Ово насеље је великим делом насељено Србима (према попису из 2002. године), а у последња три пописа, примећен је пад у броју становника.
|  |

| Демографија | Демографија | Демографија |
| Година      | Становника  | Становника  |
| ----------- | ----------- | ----------- |
| 1948.       | 932         |             |
| 1953.       | 916         |             |
| 1961.       | 799         |             |
| 1971.       | 623         |             |
| 1981.       | 444         |             |
| 1991.       | 320         | 320         |
| 2002.       | 244         | 249         |
| 2011.       | 176         |             |
| 2022.       | 111         |             |

| Етнички састав према попису из 2002.‍ | Етнички састав према попису из 2002.‍ | Етнички састав према попису из 2002.‍ | Етнички састав према попису из 2002.‍ | Етнички састав према попису из 2002.‍ |
| ------------------------------------ | ------------------------------------ | ------------------------------------ | ------------------------------------ | ------------------------------------ |
|                                      |                                      |                                      |                                      |                                      |
| Срби                                 | Срби                                 |                                      | 242                                  | 99,18%                               |
| непознато                            | непознато                            |                                      | 2                                    | 0,81%                                |

| Година пописа     | 1948. | 1953. | 1961. | 1971. | 1981. | 1991. | 2002. |
| ----------------- | ----- | ----- | ----- | ----- | ----- | ----- | ----- |
| Број домаћинстава | 140   | 135   | 127   | 119   | 117   | 105   | 97    |

| Број чланова      | 1  | 2  | 3  | 4 | 5 | 6 | 7 | 8 | 9 | 10 и више | Просек |
| ----------------- | -- | -- | -- | - | - | - | - | - | - | --------- | ------ |
| Број домаћинстава | 35 | 28 | 12 | 7 | 4 | 9 | 1 | 1 | 0 | 0         | 2,52   |

| Пол    | Укупно | Неожењен/Неудата | Ожењен/Удата | Удовац/Удовица | Разведен/Разведена | Непознато |
| ------ | ------ | ---------------- | ------------ | -------------- | ------------------ | --------- |
| Мушки  | 116    | 30               | 66           | 16             | 4                  | 0         |
| Женски | 101    | 6                | 64           | 29             | 2                  | 0         |
| УКУПНО | 217    | 36               | 130          | 45             | 6                  | 0         |

| Пол    | Укупно                    | Пољопривреда, лов и шумарство | Рибарство                            | Вађење руде и камена | Прерађивачка индустрија       |
| ------ | ------------------------- | ----------------------------- | ------------------------------------ | -------------------- | ----------------------------- |
| Мушки  | 93                        | 87                            | 0                                    | 0                    | 2                             |
| Женски | 56                        | 53                            | 0                                    | 0                    | 0                             |
| УКУПНО | 149                       | 140                           | 0                                    | 0                    | 2                             |
| Пол    | Производња и снабдевање   | Грађевинарство                | Трговина                             | Хотели и ресторани   | Саобраћај, складиштење и везе |
| Мушки  | 0                         | 2                             | 1                                    | 0                    | 0                             |
| Женски | 0                         | 0                             | 3                                    | 0                    | 0                             |
| УКУПНО | 0                         | 2                             | 4                                    | 0                    | 0                             |
| Пол    | Финансијско посредовање   | Некретнине                    | Државна управа и одбрана             | Образовање           | Здравствени и социјални рад   |
| Мушки  | 0                         | 0                             | 1                                    | 0                    | 0                             |
| Женски | 0                         | 0                             | 0                                    | 0                    | 0                             |
| УКУПНО | 0                         | 0                             | 1                                    | 0                    | 0                             |
| Пол    | Остале услужне активности | Приватна домаћинства          | Екстериторијалне организације и тела | Непознато            | Непознато                     |
| Мушки  | 0                         | 0                             | 0                                    | 0                    | 0                             |
| Женски | 0                         | 0                             | 0                                    | 0                    | 0                             |
| УКУПНО | 0                         | 0                             | 0                                    | 0                    | 0                             |